# Music Canada
Music Canada, tidigare Canadian Recording Industry Association, är en ideell branschorganisation som bildades 1964 och företräder de intressen som företaget har genom tillverkning av ljudåtergivning och musikinspelning i Kanada. Företaget är baserat i Toronto.